# Zé Neto & Cristiano
Zé Neto & Cristiano é uma dupla sertaneja brasileira formada em 2011 na cidade de São José do Rio Preto pelos músicos Zé Neto (vocal) e Cristiano Vaccari (vocal).
Os músicos ganharam popularidade inicial em 2016, com o lançamento de Ao Vivo em São José do Rio Preto, que conteve a música "Seu Polícia". Em 2018, a dupla se tornou um dos maiores nomes sertanejos do Brasil por meio dos projetos Acústico e Esquece o Mundo Lá Fora, que reuniram músicas como "Status que Eu não Queria", "Bebida na Ferida", "Notificação Preferida" e "Largado às Traças", que foi um dos principais sucessos brasileiros do ano. Nos anos seguintes, Zé Neto & Cristiano seguiu com lançamentos anuais, com os títulos Por Mais Beijos ao Vivo (2020) e Chaaama (2021), Tarja Preta (2022) e Escolhas (2023). O trabalho mais recente da dupla é Intenso (2024).
Ao longo da carreira, Zé Neto & Cristiano recebeu indicações a vários prêmios, incluindo o Troféu Imprensa e o Grammy Latino, também se tornando uma das duplas sertanejas de maior sucesso comercial do Brasil.

## Carreira

### 2011—2017: Primeiros anos
Em 2011, Zé Neto e Cristiano formaram a dupla. Em 2012, lançaram o primeiro CD intitulado Entre Amigos, que trouxe as participações de Cristiano Araújo, Humberto & Ronaldo, George Henrique & Rodrigo, Matheus & Kauan, Zé Ricardo & Thiago e Israel Novaes. Dos barzinhos aos grandes palcos, Zé Neto & Cristiano assinaram no início de 2015 com a WorkShow, escritório de agenciamento artístico que tem em seu cast Henrique & Juliano, Marcos & Fernando, Maiara & Maraísa, Marília Mendonça, entre outros artistas. Sob os cuidados do empresário musical Wander Oliveira, os sertanejos seguem os mesmos passos que a dupla que “arrastam multidões”, padrinhos de Zé Neto & Cristiano. No mesmo ano, lançaram o primeiro EP da carreira, que conta com quatro faixas, entre elas, a canção de destaque "Bobo Fui Eu".
Em 2015, a dupla gravou o primeiro DVD da carreira, Ao Vivo em São José do Rio Preto. São José do Rio Preto foi palco de um grande show que contou com a participação de Henrique & Juliano, Humberto & Ronaldo e Marília Mendonça. A partir daí, a dupla ficou conhecida em todo o Brasil, com os sucessos "Te Amo", "Eu Ligo Pra Você" e "Seu Polícia" (essa última figurou entre uma das mais tocadas do ano de 2016). Em 2017, a dupla lançou o segundo DVD, gravado no ano anterior em Cuiabá, no Mato Grosso, intitulado Um Novo Sonho. Obteve três singles de sucesso que foram "Sonha Comigo", "Cadeira de Aço" e "Amigo Taxista", sendo que essas duas últimas alcançaram o topo do Brasil Hot 100 Airplay.

### 2018—atualmente: Popularidade nacional

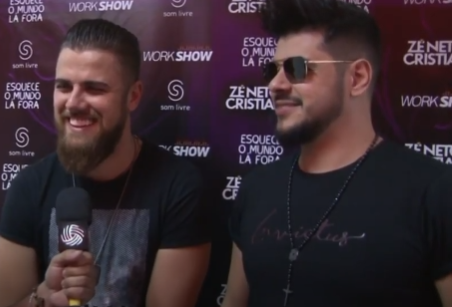
Zé Neto & Cristiano, c. 2018

Em 2018, lançaram o segundo EP da carreira, Acústico, que contém 6 faixas, sendo "Largado às Traças" o carro-chefe.  A canção se tornou sucesso em todo país, alcançando os primeiros lugares das paradas e conquistando disco de diamante pela Pro-Música Brasil. No dia 9 de dezembro de 2018, a dupla ganhou como a música do ano na premiação Melhores do Ano, do programa Domingão do Faustão e foi uma das mais tocadas do ano. Ainda no mesmo ano, lançaram o terceiro DVD da carreira, intitulado Esquece o Mundo Lá Fora. O álbum contém 21 faixas, entre elas destaca-se "Notificação Preferida", que foi uma das mais tocadas no segundo semestre do ano. Em 2019, a dupla lançou o terceiro EP da carreira, intitulado Acústico de Novo. Contém 5 faixas inéditas, entre elas a sofrência "Estado Decadente", que foi o primeiro clipe do EP a ser liberado no canal oficial da dupla no YouTube, e já alcançou a marca de  mais de 80 milhões de visualizações. Destaque também para "Cheiro de Terra", que contou com a participação do cantor Daniel e tem uma pegada mais sertaneja raiz, relatando a vida de um homem no campo. Também em 2019, a dupla venceu o Troféu Imprensa e Troféu Internet entregues pelo SBT como a melhor dupla sertaneja do ano de 2018, e também o Prêmio Multishow de Música Brasileira 2019 na categoria Dupla do Ano. No dia 31 de outubro de 2019, Zé Neto & Cristiano gravaram o quarto DVD da carreira, Por Mais Beijos Ao Vivo, no Expominas, em Belo Horizonte, Minas Gerais. A primeira música de trabalho do DVD foi "Bebi Minha Bicicleta", lançada no dia 29 de novembro de 2019.[carece de fontes?] A dupla foi indicada ao Grammy Latino em 2020.
Em 7 de outubro de 2021 a dupla lançou o álbum Chaaama, com cinco faixas inéditas e diversos singles já lançados anteriormente. O álbum veio acompanhado de vídeos no Youtube sendo divulgados pouco a pouco durante o período.
Em outubro de 2022, Zé Neto & Cristiano liberou o projeto Tarja Preta, com músicas como "Alimentando Vontade", "Melhor ser uma Saudade" e "Batendo o Dente".
Em 2023, a dupla lança o álbum ao vivo Escolhas. O show foi gravado em São Paulo, na casa de shows Vibra São Paulo, e reuniu músicas inéditas como "Oi Balde" e "Pátio do Posto", além de regravações dos álbuns anteriores, como "Você Beberia ou não Beberia?" e "Ela e Ela". O projeto também contou com a participação do cantor e compositor Renato Teixeira.
Em 2024, a dupla grava, em Valinhos, o álbum ao vivo Intenso, com as participações especiais de Simone Mendes, Luan Santana, Ana Castela e Leo Santana. O DVD conta com 24 faixas inéditas, dentre elas, "Deu Moral".

## Integrantes

### Principais
- Zé Neto, nome artístico de José Toscando Martins Neto, nasceu em São José do Rio Preto, em 9 de fevereiro de 1990.[26]
- Cristiano Vaccari, nome artístico de Irineu Táparo Vaccari, nasceu em São José do Rio Preto, em 10 de agosto de 1988.[27]

### Banda
- Dudu Oliveira: Teclado (2014 - atualmente)
- Lucas Vinicyus: Bateria (2023 - atualmente)
- Diédié: Percussão (2014 - atualmente)
- Rubens Souza: Violão Solo (2011 - atualmente)
- Breno Magalhães: Guitarra (2019 - atualmente)
- Clevin Moreira: Sanfona (2018 - atualmente)
- Bruno Dias: Baixo (2015 - atualmente)
- Amanda: Backing Vocal
- Mel: Backing Vocal

## Discografia

#### Álbuns de estúdio
- Entre Amigos (2012)
- Acústico de Novo (2019)

#### Álbuns ao vivo
- Ao Vivo em São José do Rio Preto (2015)
- Um Novo Sonho (2017)
- Esquece o Mundo Lá Fora (2018)
- Por Mais Beijos ao Vivo (2019)
- Chaaama (2021)
- Tarja Preta (2022)
- Escolhas (2023)
- Intenso (2024)

## Prêmios e Indicações
| Ano  | Prêmio                                     | Categoria              | Indicação           | Resultado |
| ---- | ------------------------------------------ | ---------------------- | ------------------- | --------- |
| 2018 | Melhores do Ano                            | Música do Ano          | Largado às Traças   | Venceu    |
| 2019 | Troféu Imprensa                            | Melhor Dupla Sertaneja | Zé Neto & Cristiano | Venceu    |
| 2019 | Troféu Internet                            | Melhor Dupla Sertaneja | Zé Neto & Cristiano | Venceu    |
| 2019 | Prêmio Multishow de Música Brasileira 2019 | Dupla do Ano           | Zé Neto & Cristiano | Venceu    |